# De ce trag clopotele, Mitică?
De ce trag clopotele, Mitică? este un film românesc din 1981, în regia lui Lucian Pintilie. El are la bază un scenariu alcătuit din mai multe texte scrise de Ion Luca Caragiale, cel mai important fiind piesa D'ale carnavalului. Filmul a fost interzis la 19 iunie 1981 din ordinul personal al lui Nicolae Ceaușescu și a fost difuzat abia în anul 1990.

## Distribuție
- Victor Rebengiuc — Iancu Pampon, fost militar, un avid jucător de cărți
- Mariana Mihuț — Mița Baston, amanta lui Crăcănel
- Petre Gheorghiu — negustorul Mache (Telemac) Razachescu poreclit Crăcănel
- Tora Vasilescu — Didina Mazu, amanta lui Iancu Pampon
- Gheorghe Dinică — frizerul Nae Girimea, un Don Juan de mahala
- Mircea Diaconu — Iordache, calfă la frizeria lui Nae Girimea
- Florin Zamfirescu — un catindat de la percepție
- Ștefan Bănică — Costică, prietenul lui Mitică
- Constantin Băltărețu — Lache, un vorbitor demagog din cafenea
- Ștefan Iordache — Mitică, un individ plin de umor
- Ion Anghel — ipistatul
- Jorj Voicu — Mișu Poltronu, un funcționar afemeiat
- Alexandru Drăgan
- Tamara Buciuceanu — moașa
- Aurel Giurumia — soțul moașei
- Ioana Crăciunescu — Cleopatra, iubita lui Mitică
- Aurel Cioranu — un chefliu
- Răzvan Vasilescu — un chefliu
- Adrian Georgescu
- Simona Măicănescu
- Radu Panamarenco — târgoveț bulgar prezent la carnaval
- Petre Gheorghiu-Goe
- Papil Panduru — militar jucător de cărți
- Magda Catone
- Vasile Muraru — târgoveț prezent la carnaval, prieten cu Mitică
- Maria Gligor
- Mișu Dobre
- Simion Hetea — jucător de cărți cu Pampon
- Constantin Diplan — un chefliu
- Ovidiu Schumacher — dl Goldenberg, târgoveț prezent la carnaval
- Victor Ștrengaru — jucător de cărți cu Pampon
- Costel Constantin
- Nicolae Ștefănescu
- Valentin Popescu
- Luminița Sicoe
- Alexandru Stoica
- Dumitru Șchiopu
- Jean Rădulescu
- Iancu Feraru
- Daniel Florea
- Constantin Stănescu
- Nicolae Paraschiv
- Marin Paraschiv
- Gheorghe Ștefan
- Ion Duțu
- Constantin Strîmbeanu
- Radu Răducanu

## Vezi și
- Lista filmelor românești propuse la Oscar pentru cel mai bun film străin